# Loddon, Norfolk
Loddon är en ort och civil parish i Storbritannien.   Den ligger i grevskapet Norfolk och riksdelen England, i den sydöstra delen av landet, 160 km nordost om huvudstaden London. Loddon ligger 14 meter över havet och antalet invånare är 3 532.
Terrängen runt Loddon är platt. Runt Loddon är det tätbefolkat, med 308 invånare per kvadratkilometer. Närmaste större samhälle är Norwich, 16,3 km nordväst om Loddon. Trakten runt Loddon består till största delen av jordbruksmark.